# بورت أون بيسين هوبين
بورت أون بيسين هوبين هي بلدية تقع في نورماندي شمال غرب فرنسا.